# Vivegnis

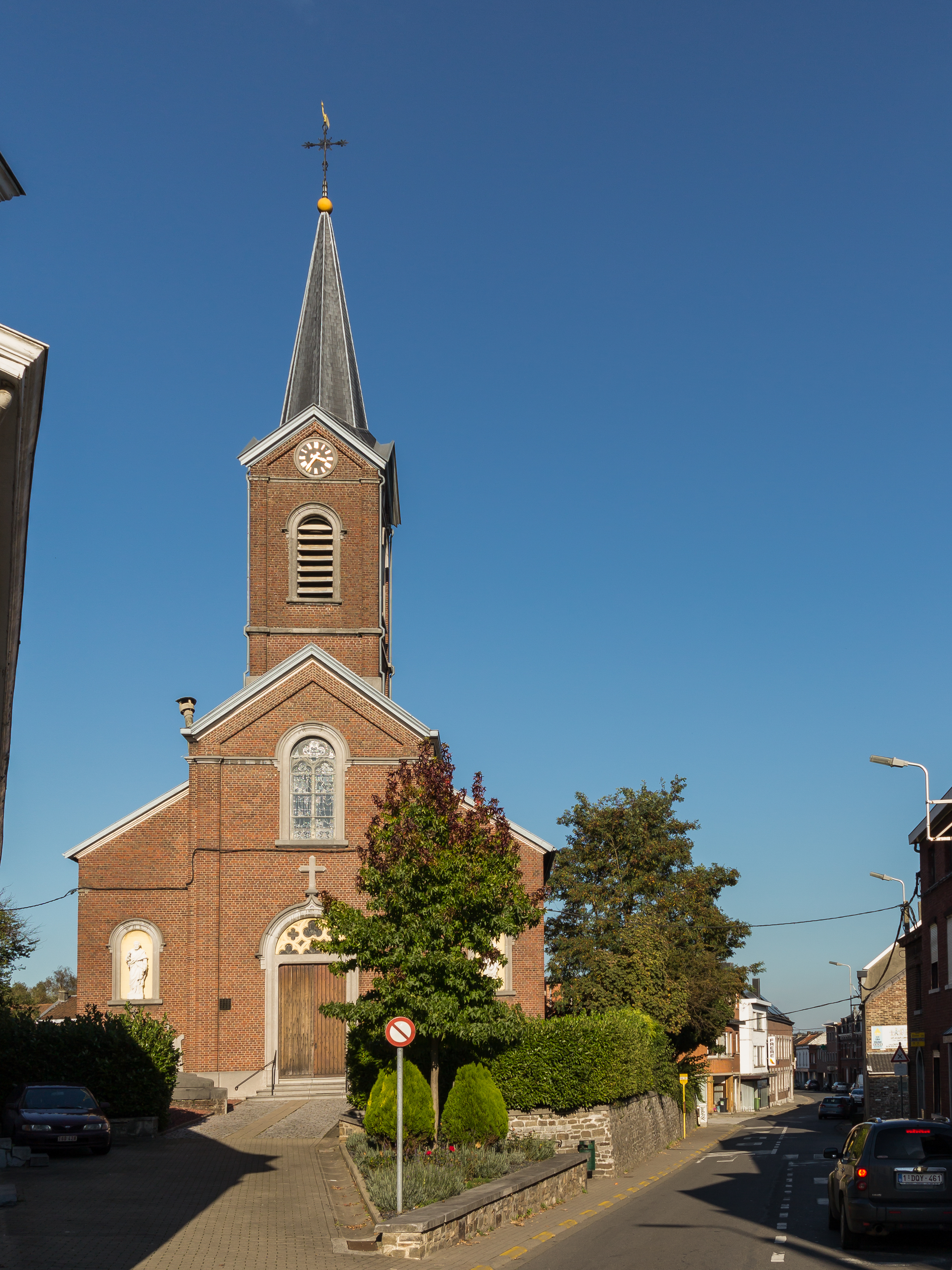
Vivegnis, de Sint-Pieterskerk

Vivegnis (Waals: Vivgni) is een plaats en deelgemeente in de Belgische provincie Luik. Vivegnis maakt sinds de grote gemeentelijke herindeling van 1977 deel uit van de gemeente Oupeye.

## Etymologie
De naam Vivegnis is afkomstig van Vigne, dat wijngaard betekent. Vivegnis was vanouds bekend om de kwaliteit van haar wijn.

## Demografische ontwikkeling
- Bronnen:NIS, Opm:1831 tot en met 1970=volkstellingen, 1976= inwoneraantal op 31 december

## Bezienswaardigheden
- De Sint-Pieterskerk van 1865
- Het Fort Pontisse bevindt zich ten zuidwesten van Vivegnis.

## Natuur en landschap
Vivegnis ligt aan het Albertkanaal op een hoogte van ongeveer 100 meter, tegenover het langgerekte schiereiland dat zich tussen dit kanaal en de Maas bevindt. Vroeger bekend om zijn wijngaarden en fruitteelt, is de plaats tegenwoordig vooral industrieel van karakter.

## Economie
In Vivegnis, met name in Abhooz, wat zich onmiddellijk ten zuiden van de kern bevindt, waren tot 1962 de steenkoolmijnen van de Société anonyme des Charbonnages d'Abhooz et Bonne-Foi Hareng actief. Het gebied wordt tegenwoordig ingenomen door grootwinkelbedrijf, aansluitend aan de A3, die Vivegnis van Herstal scheidt.
Tegenover Vivegnis, aan de oostelijke oever van het Albertkanaal, op het schiereiland tussen Maas en Albertkanaal, vindt men de staalindustrie van Hermalle-sous-Argenteau.

## Geboren
- Émile Leva (1931), atleet

## Nabijgelegen kernen
Herstal, Hermée, Oupeye, Hermalle-sous-Argenteau